# NGC 4598
NGC 4598 ist eine 12,6 mag helle Linsenförmige Galaxie vom Hubble-Typ SB0 im Sternbild Jungfrau auf der Ekliptik. Sie ist schätzungsweise 85 Millionen Lichtjahre von der Milchstraße entfernt und hat einen Durchmesser von etwa 40.000 Lichtjahren. Unter der Katalognummer VCC 1827 ist sie als Mitglied des Virgo-Galaxienhaufens aufgeführt.

Im selben Himmelsareal befinden sich u. a. die Galaxien NGC 4623, IC 3617, IC 3666. 
Das Objekt wurde am 15. April 1784 von Wilhelm Herschel mit einem 18,7-Zoll-Spiegelteleskop entdeckt, der es als äußerst lichtschwach, sehr groß und zur Mitte hin etwas heller beschrieb („eF. vL. lbM.“ extremely faint, very large, a little brighter in the middle).